# Campionat del Món de waterpolo femení
|  | Aquest article és sobre la competició femenina. Per a la competició masculina, vegeu Campionat del Món de waterpolo masculí |

El Campionat del Món de waterpolo femení és una competició internacional de waterpolo femení. El torneig s'inclou dins dels Campionat del Món de natació des del 1986. La selecció guanyadora de la competició és declarada campiona del Món. Té dret a participar de forma directa a la següent edició del torneig i als Jocs Olímpics.

## Historial
| En negreta = Selecció campiona (prò.) = Pròrroga (p.) = Penals |

| no oficial | 1978 Detalls | Països Baixos | lligueta        | Austràlia     | Estats Units  | lligueta      | Canadà       | Berlín Occidental | [ 2 ] |
| no oficial | 1982 Detalls | Països Baixos | lligueta        | Austràlia     | Estats Units  | lligueta      | Canadà       | Guayaquil         | [ 3 ] |
| I          | 1986 Detalls | Austràlia     | lligueta        | Països Baixos | Estats Units  | lligueta      | Canadà       | Madrid            |       |
| II         | 1991 Detalls | Països Baixos | 13–6            | Canadà        | Estats Units  | 11–9          | Hongria      | Perth             |       |
| III        | 1994 Detalls | Hongria       | 7–5             | Països Baixos | Itàlia        | 14–9          | Estats Units | Roma              |       |
| IV         | 1998 Detalls | Itàlia        | 7–6             | Països Baixos | Austràlia     | 8–5           | Rússia       | Perth             |       |
| V          | 2001 Detalls | Itàlia        | 7–3             | Hongria       | Canadà        | 6–5           | Estats Units | Fukuoka           |       |
| VI         | 2003 Detalls | Estats Units  | 8–6             | Itàlia        | Rússia        | 9–7           | Canadà       | Barcelona         |       |
| VII        | 2005 Detalls | Hongria       | 10–7 (prò.)     | Estats Units  | Canadà        | 8–3           | Rússia       | Montreal          |       |
| VIII       | 2007 Detalls | Estats Units  | 6–5             | Austràlia     | Rússia        | 9–8           | Hongria      | Melbourne         |       |
| IX         | 2009 Detalls | Estats Units  | 7–6             | Canadà        | Rússia        | 10–9          | Grècia       | Roma              |       |
| X          | 2011 Detalls | Grècia        | 9–8             | Xina          | Rússia        | 8–7           | Itàlia       | Shanghai          |       |
| XI         | 2013 Detalls | Espanya       | 8–6             | Austràlia     | Hongria       | 10–8          | Rússia       | Barcelona         | [ 4 ] |
| XII        | 2015 Detalls | Estats Units  | 5–4             | Països Baixos | Itàlia        | 7–7 (5–3, p.) | Austràlia    | Kazan             |       |
| XIII       | 2017 Detalls | Estats Units  | 13–6            | Espanya       | Rússia        | 11–9          | Canadà       | Budapest          | [ 4 ] |
| XIV        | 2019 Detalls | Estats Units  | 11–6            | Espanya       | Austràlia     | 10–9          | Hongria      | Gwangju           | [ 4 ] |
| XV         | 2022 Detalls | Estats Units  | 9–7             | Hongria       | Països Baixos | 7–5           | Itàlia       | Budapest          |       |
| XVI        | 2023 Detalls | Països Baixos | 12–12 (5–4, p.) | Espanya       | Itàlia        | 16–14         | Austràlia    | Fukuoka           | [ 5 ] |
| XVII       | 2024         | Estats Units  | 8–7             | Hongria       | Espanya       | 10–9          | Grècia       | Doha              | [ 6 ] |

## Medaller

### Per selecció nacional
| Dades actualitzades el gener 2024 |

| #  | Selecció nacional | Or | Argent | Bronze | Total |
| -- | ----------------- | -- | ------ | ------ | ----- |
| 1  | Estats Units      | 8  | 1      | 2      | 11    |
| 2  | Països Baixos     | 2  | 4      | 1      | 7     |
| 3  | Hongria           | 2  | 2      | 1      | 5     |
| 4  | Itàlia            | 2  | 1      | 3      | 6     |
| 5  | Espanya           | 1  | 3      | 1      | 5     |
| 6  | Austràlia         | 1  | 2      | 2      | 5     |
| 7  | Grècia            | 1  | 0      | 0      | 1     |
| 8  | Canadà            | 0  | 2      | 2      | 4     |
| 9  | Xina              | 0  | 1      | 0      | 1     |
| 10 | Rússia            | 0  | 0      | 5      | 5     |

### Per jugadora
| Nota. S'Inclouen només les jugadores amb quatre o més medalles Dades actualitzades el febrer de 2024 |

| #  | Jugadora          | Or | Argent | Bronze | Total |
| -- | ----------------- | -- | ------ | ------ | ----- |
| 1  | Rachel Fattal     | 5  | 0      | 0      | 5     |
| 1  | Maddie Musselman  | 5  | 0      | 0      | 5     |
| 1  | Maggie Steffens   | 5  | 0      | 0      | 5     |
| 4  | Ashleigh Johnson  | 4  | 0      | 0      | 4     |
| 4  | Kaleigh Gilchrist | 4  | 0      | 0      | 4     |
| 6  | Heather Petri     | 3  | 1      | 0      | 4     |
| 6  | Brenda Villa      | 3  | 1      | 0      | 4     |
| 8  | Carmela Allucci   | 2  | 1      | 1      | 4     |
| 8  | Francesca Conti   | 2  | 1      | 1      | 4     |
| 8  | Melania Grego     | 2  | 1      | 1      | 4     |
| 8  | Giusi Malato      | 2  | 1      | 1      | 4     |
| 8  | Martina Miceli    | 2  | 1      | 1      | 4     |
| 13 | Anni Espar        | 1  | 3      | 1      | 5     |
| 13 | Laura Ester       | 1  | 3      | 1      | 5     |
| 15 | Pili Peña         | 1  | 3      | 0      | 4     |
| 16 | Maica García      | 1  | 2      | 1      | 4     |
| 17 | Judith Forca      | 0  | 3      | 1      | 4     |
| 17 | Bea Ortiz         | 0  | 3      | 1      | 4     |
| 17 | Paula Leitón      | 0  | 3      | 1      | 4     |
| 17 | Paula Crespí      | 0  | 3      | 1      | 4     |
| 21 | Sofia Konukh      | 0  | 0      | 4      | 4     |

## Premis individuals
| Dades actualitzades el gener 2024 |

| Edició | Any  | Màxima golejadora | Màxima golejadora | Millor jugadora  | Millor portera      | refs.  |
| Edició | Any  | Nom               | Gols              | Nom              | Nom                 | refs.  |
| ------ | ---- | ----------------- | ----------------- | ---------------- | ------------------- | ------ |
| I      | 1986 | Alice Lindhout    | 26                |                  |                     |        |
| II     | 1991 | Birgit Kempen     | 23                |                  |                     |        |
| III    | 1994 | Karin Kuipers     |                   |                  |                     |        |
| IV     | 1998 | Karin Kuipers     |                   |                  |                     |        |
| V      | 2001 |                   |                   |                  |                     |        |
| VI     | 2003 |                   |                   |                  |                     |        |
| VII    | 2005 | Tania di Mario    | 18                | Ann Dow          | Patricia Horvath    |        |
| VIII   | 2007 | Blanca Gil        | 20                | Lauren Wenger    | Elizabeth Armstrong |        |
| IX     | 2009 | Iefke van Belkum  | 25                |                  |                     |        |
| X      | 2011 | Blanca Gil        | 25                | Ma Huanhuan      | Elena Kouvdou       |        |
| XI     | 2013 | Lieke Klaassen    | 25                | Jennifer Pareja  | Laura Ester         | [ 7 ]  |
| XII    | 2015 | Rita Keszthelyi   | 21                | Rachel Fattal    | Ashleigh Johnson    | [ 8 ]  |
| XIII   | 2017 | Roberta Bianconi  | 20                | Maddie Musselman | Laura Ester         |        |
| XIV    | 2019 | Rita Keszthelyi   | 24                | Roser Tarragó    | Laura Ester         | [ 9 ]  |
| XV     | 2022 | Judith Forca      | 21                |                  | Ashleigh Johnson    | [ 10 ] |
| XV     | 2022 | Bea Ortiz         | 21                |                  | Ashleigh Johnson    | [ 10 ] |
| XVI    | 2023 | Judith Forca      | 23                | Elena Ruiz       | Laura Aarts         |        |
| XVII   | 2024 | Morgan McDowall   | 31                | Rita Keszthelyi  | Ashleigh Johnson    | [ 11 ] |